# خناق الذباب
خَنَّاق الذباب أو خانق الذباب أو الدَّيُونة (بالإنجليزية: Dionaea)‏, أو مصيدة فينوس (بالإنجليزية: Venus flytrap)‏ وهي إحدى النباتات أكلة اللحوم تنمو عادة على شكل تجمعات من 7 نباتات أو أكثر محيطة بساق مركزية يصل ارتفاعها إلى حوالي 30 سنتمتر وتوجد في منطقة صغيرة من المناطق الساحلية في ولايتي كارولينا الشمالية والجنوبية، في الولايات المتحدة الأمريكية في المستنقعات التي تفتقر تربتها إلى النتروجين. و تتغذى غالبا من الحشرات الطائرة كالنحل والذباب أو العنكبوتيات أو الضفادع أو الحيوانات الصغيرة الأخرى حيث تمسك الحشرات بين أوراقه وتقوم بهضمها لأن هذه النبتة تحتاج إلى ملح يسمى النترات الموجود بقدر كاف في طعامها.
تتميز هذه النبتة بالقدرة على الحركة بسرعة فائقة على خلاف نباتات أخرى ذات حركة بطيئة أوالتي لا تتحرك. ويصل ارتفاع خناق الذباب إلى حوالي 30 سم، يشبه هذا النبات في شكله مصيدة حقيقية أو فما بأسنان طويلة و حادة, و هي عبارة عن ورقتين ذات لون أخضر , في كل ورقة توجد عدة شعيرات صفراءاللون أو في بعض الأحيان حمراء اللون على شكل إبر أو أشواك . يمكن لبعض الفصائل إفراز مواد سامة من هذه الأشواك لقتل الفريسة أو تخديرها . يتمكن هذا النبات من اصطياد فريسته عبر ألوانه الزاهية التي تجذب الطرائد إليه و في غالب الأحيان تكون ألوانها خضراء بالكامل أو خضراء وحمراء. عندما تلمس الحشرة ورقة مصيدة فينوس ينغلق الجزأن كليهما على الحشرة فجأة، وتحكم الشعيرات القبضة عليها.
لمصيدة فينوس طريقة صيد خاصة فبعد انتظار الفريسة واستشعاره لها عبر إحدى ثلاث شعريات تكون في الوجه الداخلي لكل ورقة، تنتظر أن تستشعر حركة مماثلة في شعيرة أخرى، وهذه الطريقة تمكنه من معرفة نوع الفريسة إن كانت تستحق أكلها أم هي كائنات صغيرة أو شوائب لا فائدة منها.
بعد احتجاز الفريسة تبدأ عملية الهضم، فأولًا تفرز عصارات هاضمة ثم تقوم بهضم الحشرة وامتصاصها شيءًا فشيءًا.
تنمو مصيدة فينوس عبر عدة مراحل أولًا تنمو ساق صغيرة ثم تبدأ النبتة بالظهور في البداية تكون ورقة بدون أشواك ثم تأخذ شكلها الطبيعي فتصبح قادرة على الاصطياد.

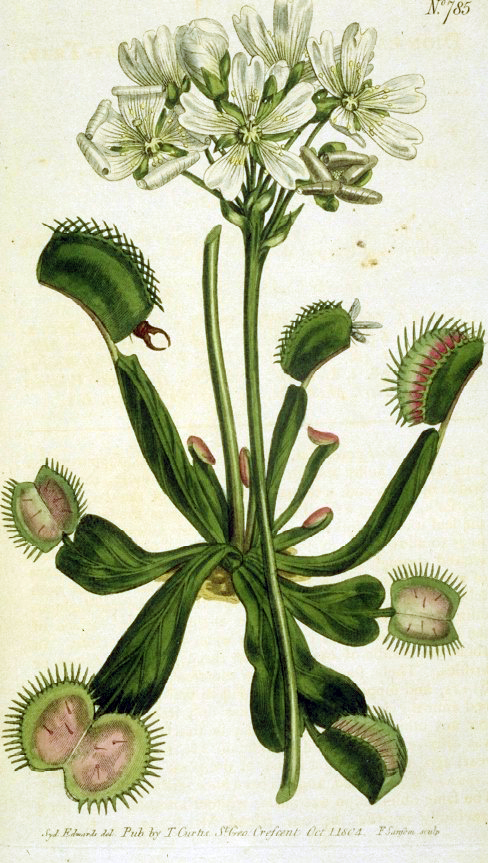
كما يظهر في موطنه الأصلي